# Karel Reisz
Pour les articles homonymes, voir Reisz.
Karel Reisz est un réalisateur, producteur et théoricien du cinéma puis un metteur en scène de théâtre britannique d'origine tchécoslovaque, né le 21 juillet 1926 à Ostrava (ex-Tchécoslovaquie) et mort le 25 novembre 2002 à Londres (Grande-Bretagne). Il fut l'un des animateurs du Free cinema avec Lindsay Anderson et Tony Richardson.
Il est considéré comme l'un des plus importants cinéastes britanniques des années 1960 pour avoir donné au cinéma anglais des ambitions sociales et un ton revendicatif. Il a également répondu à des critères d'exigence artistique tout en élaborant un style accessible et apprécié du grand public.

## Biographie
Né en Tchécoslovaquie au sein d'une famille juive, Karel Reisz arrive à fuir vers la Grande-Bretagne à l'âge de 12 ans avant l'invasion du territoire par la Wehrmacht. Ses parents ne réchappent pas de la politique d'extermination nazie. À la fin de la Seconde Guerre mondiale, il s'engage dans la section tchécoslovaque de la R.A.F.. Ce traumatisme nourrit son œuvre et ses engagements futurs.
Après 1945, Reisz suit un temps des études de biologie à l'université de Cambridge avant de devenir critique de cinéma. Il intègre le groupe « Sequence », du nom de la revue animée par Lindsay Anderson qui promeut les œuvres de Jacques Prévert et de Jean Vigo puis l'idée d'un cinéma d'auteur engagé. Il se lie d'amitié avec Anderson ainsi qu'avec Tony Richardson avec lesquels il fonde le « Free Cinema », en réaction à la facture conventionnelle des productions anglaises des années 1950. Ce mouvement cherche à s'inscrire dans l'authenticité des situations dépeintes et à s'ancrer dans une certaine réalité sociale. À propos de ce courant, Reisz déclare : « Nous travaillons hors du cadre habituel de l'industrie et nous avons en commun des préoccupations sociales que nous tentons d'exprimer dans nos films. ». 
Il devient ensuite programmateur de la Cinémathèque de Londres et participe à la rédaction de la revue du British Film Institute Sight and Sound. En 1953, il publie La Technique du montage cinématographique (Technique of Film Editing), devenu un ouvrage de référence.
En 1955, il coréalise avec Tony Richardson un court-métrage documentaire consacré à l'engouement de la musique jazz dans certains milieux ouvriers, Momma Don't Allow. Deux ans plus tard, il produit le documentaire de Lindsay Anderson, Every Day Except Christmas, puis réalise un moyen-métrage ayant pour sujet le faubourg populaire de Lambeth et les loisirs de la jeunesse ouvrière : Ceux de Lambeth (We Are the Lambeth Boys). Le film surprend par la justesse de son observation, son style novateur et son anticonformisme, parfaitement représentatifs de la génération des « Jeunes gens en colère » dont le Free cinema est proche. 
Son premier long-métrage : Samedi soir, dimanche matin (Saturday Night and Sunday Morning, 1961), produit par Richardson et écrit par Alan Sillitoe sur la base de son roman, décrit l'ennui du dimanche après-midi dans les quartiers ouvriers. Il pose sur l'univers quotidien des prolétaires un regard lucide et sans fard. Initialement proche du documentaire, l'œuvre se dote d'un rythme narratif soutenu et d'une réelle dimension dramatique grâce au travail du monteur Seth Holt. Triomphe commercial inattendu, le film lance la carrière d'Albert Finney et communique au grand public les idéaux du Free cinema.
Après ce succès, Reisz met en scène le remake d'un film hollywoodien de Richard Thorpe, d'après une pièce d'Emlyn Williams : La Force des ténèbres (Night Must Fall). Parallèlement, il assure la production du premier film de fiction d'Anderson, Le Prix d'un homme (This Sporting Life). Il signe ensuite le film que la critique considère comme son chef-d'œuvre : Morgan (Morgan, a Suitable Case for Treatment) qui évoque, de manière corrosive, énergique et poétique, un cas de folie inspiré par King Kong. Le film révèle le comédien David Warner dans le rôle d'un étudiant gauchiste truculent, déluré et émouvant. Il vaut par ailleurs à Vanessa Redgrave le Prix d'interprétation féminine à Cannes, une nomination à l'Oscar de la meilleure actrice et le statut de star internationale. La comédienne incarne trois ans plus tard le rôle-titre d'Isadora, sa nouvelle réalisation. Il s'agit d'une biographie filmée audacieuse de la danseuse et chorégraphe américaine Isadora Duncan. Pour sa prestation, Redgrave reçoit un nouveau prix cannois et une deuxième nomination à l'Oscar. Le film est néanmoins remanié et plusieurs séquences sont supprimées pour assurer sa sortie américaine.
Après six ans, Reisz part pour les États-Unis tourner un film de studio avec James Caan : Le Flambeur (The Gambler), conçu comme un drame sur l'enfer du jeu. Il en revient néanmoins aux préoccupations sociales et politiques des débuts en 1978 avec Les Guerriers de l'enfer (Who'll Stop the Rain : Dog Soldiers), adapté d'un roman de Robert Stone, qui narre l'histoire d'un sombre trafic d'héroïne avec en toile de fond la réinsertion des vétérans de la guerre du Viêt Nam. Acclamé par la critique, le film, qui rend célèbre Nick Nolte, permet au metteur en scène de retrouver l'acuité des premières œuvres. Il réalise ensuite un film à costumes écrit par Harold Pinter sur la base d'un roman de John Fowles : La Maîtresse du lieutenant français avec Meryl Streep et Jeremy Irons. Très soignée plastiquement, l'œuvre mêle deux histoires éloignées dans le temps. Le réalisateur signe en 1985 une nouvelle biographie filmée, sobre et réaliste, consacrée à la chanteuse de musique country Patsy Cline : Sweet Dreams, avec Jessica Lange dans le rôle principal. Chacun sa chance (Everybody Wins), écrit par Arthur Miller, marque ses retrouvailles avec Nick Nolte en 1990. Il s'agit de son ultime réalisation pour le cinéma avant qu'il ne se consacre définitivement au théâtre.
Il eut trois enfants d'un premier mariage et épousa, en 1963, l'actrice Betsy Blair.
Karel Reisz meurt à Camden à Londres en 2002, à l'âge de 76 ans.

## Filmographie

### Cinéma
- 1955 : Momma Don't Allow (court métrage documentaire)
- 1958 : We Are the Lambeth Boys (documentaire)
- 1960 : Samedi soir, dimanche matin (Saturday Night and Sunday Morning)
- 1964 : La Force des ténèbres (Night Must Fall)
- 1966 : Morgan (Morgan: A Suitable Case for Treatment)
- 1968 : Isadora
- 1974 : Le Flambeur (The Gambler)
- 1978 : Les Guerriers de l'enfer (Who'll Stop the Rain)
- 1981 : La Maîtresse du lieutenant français (The French Lieutenant's Woman)
- 1985 : Sweet Dreams
- 1990 : Chacun sa chance (Everybody Wins)

### Télévision
- 1994 : Performance - épisode The Deep Blue Sea
- 2000 : Act Without Words I

### Comme producteur
- 1957 : Every Day Except Christmas de Lindsay Anderson
- 1963 : Le Prix d'un homme (This Sporting Life) de Lindsay Anderson